# Cyrtonus curtulus
Cyrtonus curtulus é uma espécie de artrópode pertencente à família Chrysomelidae.